# Wereszczyn
Wereszczyn – wieś w Polsce położona w województwie lubelskim, w powiecie włodawskim, w gminie Urszulin.
| SIMC    | Nazwa     | Rodzaj    |
| ------- | --------- | --------- |
| 0109040 | Białki    | część wsi |
| 0109056 | Pod Lasem | część wsi |

Podczas II wojny światowej, 26 maja 1942 roku Niemcy rozstrzelali 300 Żydów w Wereszczynie.
W latach 1975–1998 miejscowość administracyjnie należała do województwa chełmskiego.
Wieś stanowi sołectwo gminy Urszulin. Według Narodowego Spisu Powszechnego z roku 2011 wieś liczyła 202 mieszkańców.
Miejscowość jest siedzibą rzymskokatolickiej parafii św. Stanisława w Wereszczynie. W wiosce znajduje się klasztor Zgromadzenia Apostołów Miłosierdzia Bożego.
Na cmentarzu parafialnym pochowana jest Aniela z Chłędowskich, żona Edwarda Dembowskiego, organizatora powstania krakowskiego w 1846 r.

## Historia
Wereszczyn – wczesnofeudalna osada, powstała w II połowie XIII wieku obok Stołpi, Ochoży i Busowna.
Wieś ta jest starodawną siedzibą rodu Wereszeszyńskich herbu Korczak. Około połowy XV w. siedzi tu niejaki Fedor Wereszczyński, ożeniony z Małgorzatą Sosnowską, herbu Nałęcz. Jeden z jej braci był władyką chełmskim a drugi katolik był oficjałem chełmskim. Ciekawe bardzo dzieje Andrzeja, syna Fedora, i rywalizacyi obu wujów o wpływ na duszę siostrzeńca opowiada syn Andrzeja, Józef, opat sieciechowski a potem biskup kijowski, kaznodzieja i pisarz polityczny. 
W domu Andrzeja Wereszczyńskiego bywał jako gość Mikołaj Rej, posiadający tu rozległe dobra, otrzymane za posagiem żony. Szczegóły obyczajów Reja podał Józef Wereszczyński w broszurze “Gościniec pewny niepomiernym moczygębom” (Kraków, 1585). Sam zaś pisarz o swej rodzinie podaje szczegóły w dziełku: “Wizerunek nakształt kazania uczyniony” (r. 1585). Przedrukował ten ustęp wydawca “Pism politycznych” biskupa kijowskiego (Biblioteka Turowskiego).
W r. 1565 wieś ta należy do parafii Sawin, składa się z 7 działów należącycb do Wereszczyńskich, Unieszowskich, Czerniawskich, Siedliskich. Największy dział ma Mikołaj Rej płacący od 4 łanów 6 zagrodników 2 zagrodników bez roli, 2 rzemieślników i popa, zaś w Woli Wereszczyńskiej płaci od 3 łanów i 1 zagrodnika.
Według Słownika geograficznego Królestwa Polskiego z roku 1893, Wereszczyn to wieś i folwark w powiecie włodawskim, gminie Wola Wereszczyńska, parafii Wereszczyn, odległy 28 wiorst od Włodawy, a około 26 wiorst na północ w linii prostej od Rejowca (gdzie stacja drogi żelaznej nadwiślańskiej) a około 3 wiorst na południe od szosy idącej z Lublina na Łęcznę do Włodawy. Wieś leży na wyniosłości stanowiącej niejako wyspę śród okolicznych nizin błotnistych. Około 10 wiorst na północny zachód od Wereszczyna leży Wola Wereszczyńska. 
Charakterystyka wsi i dóbr Wereszczyn w II połowie XIX wieku.
Wereszczyn posiada cerkiew parafialną i kościół parafialny drewniany, szkołę początkową, 51 domów, 492 mieszkańców. 
Na obszarze Wereszcyna jezioro, mające do 12 mórg obszaru. W roku 1827 było 44 domów, 293 mieszkańców. 

W roku 1885 folwark Wereszczyn z literą A. powstały z podziału dóbr Wereszczyn posiadał rozległość mórg 179 w tym: grunty orne i ogrody mórg 87, łąk mórg 50, pastwisk mórg 3, lasu mórg 34, nieużytków mórg 5, bud. z drzewa 8, las był nieurządzony. W skład dóbr poprzednio wchodziły: wieś W. osad 45, mórg 585, wieś Józefin osad 8, mórg 178, wieś Kozubata osad 10, mórg 188, wieś Zabrodzie osad 20, mórg 450, wieś Dębowiec osad 17, mórg 290, wieś Przymiarki osad 7, mórg 212, wieś Zastawie osad 10, mórg 354. Przed rozdziałem obszaru folwarcznego było w Wereszczynie (wraz z obszarem włościańskim) 2612 mórg.
Obecnie (to jest rok 1893) obok drobniejszych części i kolonii, istnieją jeszcze większe folwarki: folwark Wereszczyn z literą B. rozległość 238 mórg w tym: grunty orne i ogrody mórg 80: łąk mórg 103, pastwisk mórg 4, las mórg 45, nieużytki mórg 6, budynków murowanych 2, drewnianych 3, folwark Wereszczyn literą C. rozległy mórg 309 w tym: grunty orne i ogrody mórg 143, łąk mórg 87, pastwisk mórg 5, lasu mórg 62, nieużytki mórg 12, budynków murowanych 2, drewnianych 8, las nieurządzony. 
Cerkiew, kościół i parafia.
Kościół i parafię erygowała Zofia Tyszkiewiczowa wojewodzina trocka. Obecny (opisany w wieku XIX) pochodzi z roku 1782. Cerkiew założył dziedzic wsi Seweryn Wereszczyński. Wereszczyn parafia w dekanacie włodawskim (dawniej parczewski) liczyła 2578 dusz.

## Zabytki
- barokowy kościół parafialny - XVII w.
- zespół dworsko-parkowy - XIX w.
- cmentarz żydowski